# Tolga Sarıtaş

Tolga Saritaş (n. 30 mai 1991, Istanbul, Turcia) este un actor turc originar din Sivas, Turcia, dar care s-a născut și a crescut în Istanbul. După terminarea liceului, pe care l-a terminat la Halil Akkant, s-a axat pe actorie. A jucat pe scena Teatrului Municipal Esenyurt și Tiatrul Zeytindalı. Nu s-a mulțumit doar cu actoria și a încercat și cu muzica.
După mai multe roluri în filme și seriale, a câștigat admirația publicului cu rolul Prințului Jahangir din serialul Suleyman Magnificul. Cel mai recent serial în care a jucat este Güneşin Kızları, unde joacă rolul lui Ali Mertoğlu. În 2017 a jucat in filmul "Kötü Çoçuk" cu rolul lui Meriç Tuna. Din 2017 pâna în prezent ocupa rolul principal, Yavuz Karasu, in renumitul serial turcesc "Söz"